# Тайны Востока
«Тайны Востока» (нем. Geheimnisse des Orients) — немецко-французский фильм Александра Волкова, снятый в 1928 году по мотивам сказки «Али-Баба и сорок разбойников».

## Сюжет
«Тайны Востока» — сказочная история, представляющая неизведанный, непостижимый Восток как царство грез и мечтаний, в любой момент могущих обернуться кошмаром. Простоватый, но находчивый бедняк (Николай Колин в роли сапожника Али) попадает в бесчисленные передряги: случайно обретя власть и состояние, он неизбежно привлекает к себе внимание и богачей, султана и разбойников.

## В ролях
- Николай Колин — Али, сапожник в Каире
- Иван Петрович — Принц Ахмед
- Дмитрий Дмитриев
- Гастон Модо — Принц Хусейн
- Юлиус Фалькенштайн — Астролог
- Герман Пиха — Шут султана
- Александр Вертинский — Визирь
- Марчелла Альбани — Собеиде, наложница султана
- Аньес Петерсен — Принцесса Гилнар, дочь султана
- Нина Кошец — Фатме (Фатима), жена Али
- Дита Парло — Рабыня Принцессы
- Бригитта Хельм
- Штеффи Вида

## Съемки
В 1926 году в течение нескольких месяцев Александр Волков помогал Абелю Гансу на съёмках грандиозного фильма «Наполеон» (Napoléon, 1927). Год спустя на экран вышел его зрелищный фильм «Казанова» (Casanova, 1927), который также пользовался большим успехом. Эти работы позволили Волкову отправиться в Германию, где в то время снимали самые зрелищные и дорогие картины. Он два года работал на студии УФА, где снимал фильмы в немецком и французском вариантах.
«Тайны Востока» были созданы в период с ноября 1927 года по апрель 1928 года в студиях УФА в Нойбабельсберге, а также на студии Babelsberg Studios в Берлине, где проходили студийные съемки. Выездные съемки проходили в Ницце и во французском Тунисе. Полный экзотики фильм «Тайны Востока» был снят в самом конце эпохи немого кино, когда киноязык достиг непререкаемого совершенства. Здесь дебютировала на экране 19-летняя Дита Парло. Декорации к фильму разработали художники-постановщики Александр Лощаков и Владимир Мейнхардт, Борис Билинский отвечал за костюмы. Анатоль Литвак был помощником режиссера. Картина органично соединила в себе черты сюрреализма и всё ещё популярного в Германии киноэкспрессионизма. В декорациях, на создание которых были потрачены огромные суммы и 5 месяцев работы, также заметны ориенталированные элементы ар-деко и ар-нуво. Созданный не без влияния таких картин как «Багдадский вор», фильм Волкова порой начинает походить на ожерелье, состоящее из разрозненных трюков и спецэффектов, но благодаря выбранной сказочной форме повествования все это смотрится на удивление самодостаточным.
Фильм прошел цензуру 29 мая 1928 года. В фильме было двенадцать актов на 3105 метров. Мировая премьера картины состоялась 19 октября 1928 года в берлинском Gloria-Palast. 30 ноября фильм вышел прокат в Вене, а 31 декабря в Финляндии. Во Франции он был выпущен компанией Cinématographique Européenne (ACE) (Париж) 30 августа 1929 года под названием «Шехеразада» (Shéhérazade). В США ленту впервые показали в Нью-Йорке 30 декабря 1931 года со звуковыми эффектами и английскими титрами. Вернувшись во Францию, Волков также поставил по «Сказкам тысячи и одной ночи» фильм «Тысяча и вторая ночь» (La mille et deuxième nuit, 1932), уже со звуком.

## Критика
Österreichische Film-Zeitung писала: «Александр Волков, творческий режиссер, несравненно понял, как для взрослых людей создать на экране волшебную сказку, в чье очарование они безоговорочно впадают. Это создает впечатления, которыми можно долго наслаждаться и которым можно сопереживать. (…) …особенно выделяется игра Николая Колина, который исполняет роль сапожника, она необыкновенна… (…) „Тайны Востока“ — это действительно произведение искусства истинно немецкого кино, которое, безусловно, несет его славу по всему миру. Вероятно, найдется мало кинотеатров, где этот фильм, так удачно соединивший в волшебство Востока и очарование подлинно сказочной атмосферы, не будет показан к удовольствию публики».
Filmlisten от Paimann резюмировала: «Прежде всего следует оценить великолепную презентацию… и отличные съёмки. За ними немного отстаёт относительно скромное действие картины… В первом отношении режиссура прекрасно справляется, хотя часто и в ущерб темпу, и умело управляет актерским составом, который приятно справляется в отсутствие больших кинозвезд».